# La Maison du bluff
La Maison du bluff est une émission française de téléréalité de compétition, centrée sur le poker et diffusée sur NRJ 12 depuis le 25 octobre 2010. En Belgique, l'émission est diffusée sur Plug RTL, puis sur Club RTL à partir de la saison 4. Elle a la particularité d’être la seule émission de téléréalité qui permet à des téléspectateurs d’intégrer l’émission chaque semaine, même en cours de diffusion.
Chaque saison, La Maison du Bluff attire plus de 10 millions de téléspectateurs cumulés.

## Principe
Cette émission de téléréalité tourne autour de la variante Texas hold'em du poker. Chaque semaine, un nouveau candidat intègre l’émission. Le vainqueur pourra remporter jusqu'à 100 000 € ainsi qu'un contrat de joueur professionnel.
La première saison a été tournée au Maroc, la deuxième saison en Espagne, la troisième au Portugal et la quatrième à nouveau au Maroc.
Les candidats vont jouer au poker pour déterminer qui fera les corvées quotidiennes, pour se sortir de situations délicates, et surtout pour s’éliminer entre eux afin qu’il ne reste qu’un vainqueur.

## Format
L'émission est diffusée quotidiennement, avec un prime-time hebdomadaire. Elle alterne des séquences de téléréalité (26 minutes) et de poker (52 minutes).

## Présentateurs
Alexis Laipsker est le présentateur depuis la première saison. Il est le "Directeur" de La Maison du Bluff.
Il a été tour à tour entouré de : Anne Denis (Saison 1), Caroline Receveur (Saisons 2 et 3), puis Gaëlle Garcia Diaz (Saison 4), avant de présenter seul depuis la saison 5.
Les parties de poker sont commentées par Alexis Laipsker et Marion Nedellec sur la saison 1, puis par Benjamin Bruneteaux et Julien Brécard dès la saison 2.

## Gagnants
Le vainqueur remporte 100 000 € lui permettant de jouer les plus grands tournois de poker au monde. Au cours de l’aventure, jusqu’à 50 000 € sont également distribués aux candidats.
- La première saison a été remportée par Guilhem.
- La deuxième saison a été remportée par Nicolas.
- La troisième saison a été remportée par Matthieu.
- La quatrième saison a été remportée par Christophe.
- La cinquième saison a été remportée par Philippe.
- La sixième saison a été remportée par Romain.

## Audiences
La première saison a été suivie en moyenne par un million de téléspectateurs. Les deuxième et troisième saisons comptaient chacune plus de 10 millions de téléspectateurs cumulés[Information douteuse].

## Sponsoring
La Maison du bluff s'appuie sur PokerStars. Pour pouvoir participer à l'émission, le candidat doit se qualifier dans des tournois quotidiens gratuits organisés par ce site au service de l'émission.

## Historique des saisons

### Saison 1
La Maison du Bluff est la version améliorée de deux émissions de téléréalité basées sur le poker : NRJ Poker Star (Las Vegas) et Poker Mission Caraïbes (Saint-Martin), présentées par Clara Morgane et Alexis Laipsker.
La Maison du Bluff introduit le concept consistant à intégrer des candidats en cours d’aventure. Pour cela, des tournois de poker en ligne sont organisés sur PokerStars pendant la diffusion et chaque vainqueur participe à l’émission.
La première saison a été tournée à Marrakech (Maroc) et diffusée sur NRJ 12 à partir du 25 octobre 2010. Elle est présentée par Anne Denis et Alexis Laipsker. L’émission est hebdomadaire : elle est diffusée chaque jeudi à 23 h. Elle est composée d’une partie téléréalité de 90 minutes suivie par une partie de poker de 52 minutes.
Moundir, ancien candidat de Koh-Lanta, et Caroline Receveur, ancienne candidate de Secret Story, font partie des douze candidats participant à l'émission.
Cette saison est remportée par Guilhem Delaporte qui s’était qualifié en cours d’aventure sur PokerStars. La production accorde également un contrat à la finaliste, Céline Bastian.

### Saison 2
La deuxième saison est diffusée à partir du 10 octobre 2011 sur NRJ12. En Belgique, l'émission est diffusée sur Plug RTL.
Elle est tournée à Marbella (Espagne).
À la présentation, Caroline Receveur remplace Anne Denis.
La saison 2 marque la montée en puissance de l’émission. La diffusion est portée à 10 semaines et surtout la diffusion est devenue quotidienne : une émission quotidienne avec 26 minutes de téléréalité et 52 minutes de poker, ainsi qu’une émission hebdomadaire de 90 minutes suivie de 52 minutes de poker.
La nouveauté de cette saison est l’apparition du streaming en direct depuis le site officiel de l’émission.
D'autres anciens participants de télé réalité participent à l’émission : Rudy de Secret Story 5, Grégory Basso de Greg le millionnaire et de La Ferme Célébrités en Afrique, Diana Jones de L'Île de la tentation et des Anges de la télé réalité, et Caroline Boutier de Dilemme.
Les candidats sont soutenus par Sébastien Chabal.
Le vainqueur est Nicolas Lambert qui s’était qualifié durant l’émission sur PokerStars. La production accorde également un contrat à la finaliste, Cathy Serrat.
Cette deuxième saison atteint les 10 millions de téléspectateurs cumulés[réf. nécessaire].

### Saison 3
La troisième saison est diffusée à partir du 19 avril 2013.
L’émission revient à son format habituel : 6 semaines de diffusion quotidienne. Elle est tournée à Faro (Portugal).
On note la participation d’Élodie Gossuin, de Philippe Candeloro, ainsi que de Tony Bredelet (Star Academy saison 9).
La saison 3 bat encore son record d’audience en atteignant 10,5 millions de téléspectateurs cumulés.
Le vainqueur est Matthieu Renoud qui partage une partie de ses gains avec le finaliste Sébastien Lapeyre.
La 3e saison a reçu 3 nominations aux Lauriers TV Awards.

### Saison 4
La quatrième saison est diffusée à partir du 15 mars 2014 sur NRJ12.
Elle est tournée à Taroudant dans le Sud du Maroc.
Cette saison, un énorme coup de bluff est lancé : l'animatrice Gaëlle Garcia Diaz qui est annoncée comme présentatrice de l'émission, devient finalement candidate. C'est la première fois dans l'histoire de la télévision qu'un animateur devient candidat. C'est donc finalement Alexis Laipsker qui anime l'émission seul.
Cette saison a pour parrain le footballeur de légende brésilien Ronaldo et pour marraine Caroline Receveur.
Elle compte des invités prestigieux : Cut Killer, DJ Assad. Le spécialiste des canulars et caméra cachées Gonzague vient piéger les candidats dans une scène épique où il est opposé au coach sportif de l'émission.
Le vainqueur de cette saison est Christophe Ducrot. Un deal permet à Vaness de devenir également TV Stars.
Les téléspectateurs sont également invités à voter pour les deux candidats les plus méritants. Les vainqueurs des votes intègrent également l'équipe du plus grand site de poker au monde avec Christophe et Vaness.

### Saison 5
La cinquième saison est diffusée à partir du 21 février 2015 sur NRJ12.
Elle est tournée à Malte.
Le vainqueur de cette saison est Philou (Philippe Soyer). Un deal permet à Jonathan et Serena de devenir également TV Stars.

### Saison 6
La sixième saison est diffusée à partir du 19 mars 2016 sur NRJ12. Elle est tournée à Malte.
Pour la première fois, la nouvelle saison est précédée d'une nouvelle émission Objectif 100 000 € qui a pour but de qualifier trois joueurs pour La Maison du Bluff. D'ailleurs la nouvelle saison ne s'intitule pas La Maison du Bluff 6 mais La Maison du Bluff - Objectif 100 000 €.
L'angle éditorial change radicalement avec une mise en avant de la compétition au détriment de la téléréalité qui disparait presque totalement. Cette réorientation est largement saluée par la communauté des joueurs de poker. Pour la première fois, les parties de poker sont également diffusées sur Twitch.
Cette saison est marquée par la participation du Champion Olympique Amaury Leveaux et du Champion du monde de boxe Hassan 'Dam.
Pour la première fois, la voix-off est assurée par le présentateur, Alexis Laipsker.
Comme les années précédentes, l’émission peut être suivie en streaming depuis le site officiel. Le site héberge également tous les replays des émissions télé ainsi que des inédits et des zappings.
L'émission est remportée par Romain Lewis. Comme c'est le cas depuis la première saison, les deux finalistes décident de partager les 100 000 €, donc Valentin Messina devient également joueur sponsorisé.
Johan Guilbert, alias Yoh Viral, participant de la saison 4, est le coach poker de cette saison.

## École de poker
La Maison du Bluff est également une école de poker qui a pour but de permettre à des joueurs amateurs d’améliorer leur niveau en profitant des cours et des conseils de quelques-uns des meilleurs joueurs du monde.
La Maison du Bluff a un directeur incarné par Alexis Laipsker qui commente les plus grands tournois de poker au monde, tels que l’EPT sur M6, NRJ 12, Eurosport et Ma Chaine Sport. Il a également écrit plusieurs livres de stratégie sur le poker. Le caractère autoritaire du directeur est l'une des marques de fabrique de l'émission.
Le professeur le plus prestigieux est Bertrand Grospellier (alias ElkY) qui est champion du monde de poker et double champion du monde de poker en ligne. Il fait profiter les candidats et les téléspectateurs de son incroyable expérience. ElkY est l’auteur de trois livres de poker.
Le joueur professionnel Julien Brécard est le coach poker permanent des candidats.